# Сляб

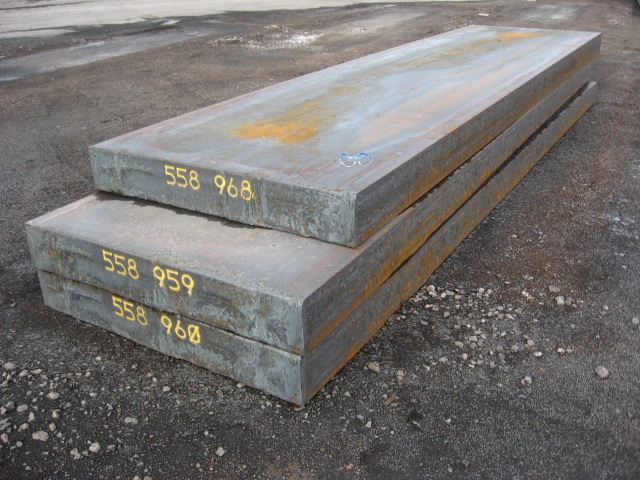
Стальные слябы

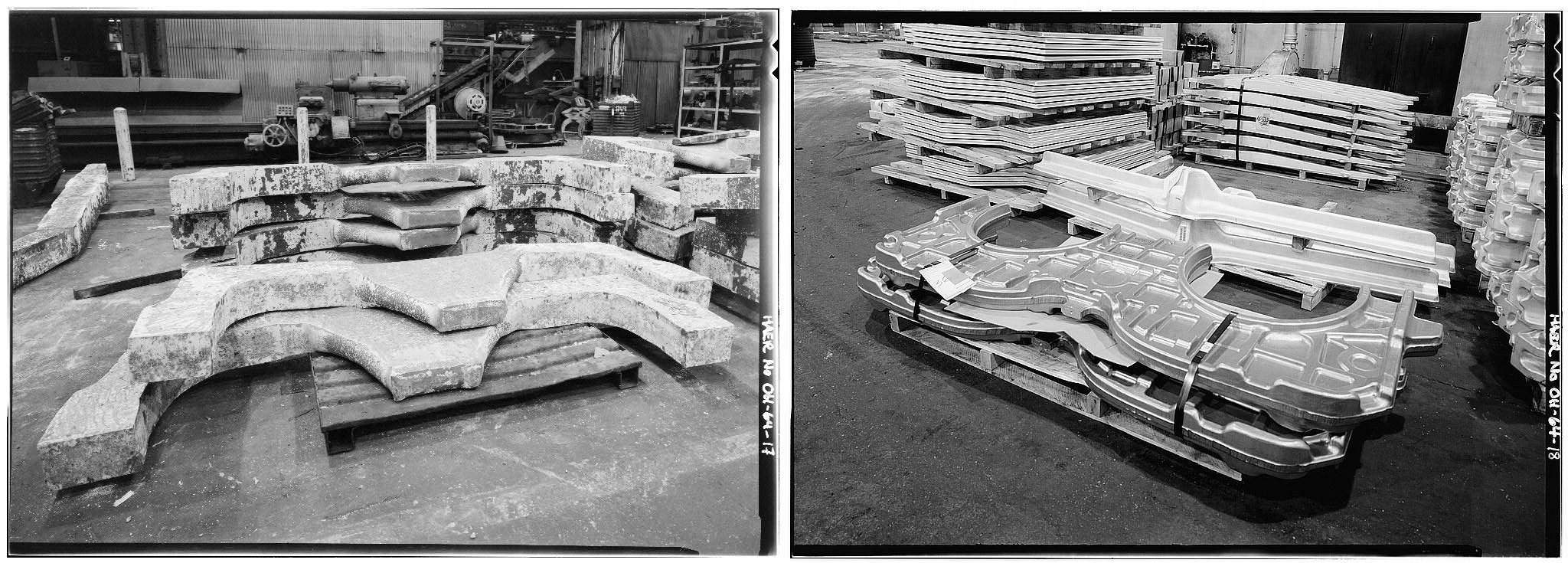
Заготовка титанового шпангоута истребителя F-15 до и после прессования на штамповочном прессе компании Alcoa усилием 45 тыс. тонн, май 1985

Сляб (слэб) (англ. slab — плита, пластина, большой кусок), в металлургии — полупродукт (полуфабрикат) металлургического производства — толстая стальная заготовка прямоугольного сечения с большим отношением ширины к высоте (до 15, заготовки, в сечении более близкие к квадрату, называются блюмами, более тонкие — менее 75 мм толщиной — металлическими листами).

## Сляб в металлургии
Ширина сляба 400—2500 мм, высота (толщина) 75—600 мм. Слябы получают из слитков прокаткой на обжимных станах слябинге (иногда на блюминге или блюминге-слябинге), тогда они называются катанными, либо из жидкого металла на машинах непрерывного литья заготовок — литые. Используются в дальнейшем для прокатки листовой стали на этом же металлургическом предприятии либо отправляются на другие специализированные предприятия (в этом случае сляб становится конечным продуктом для металлургического предприятия).

## Галерея

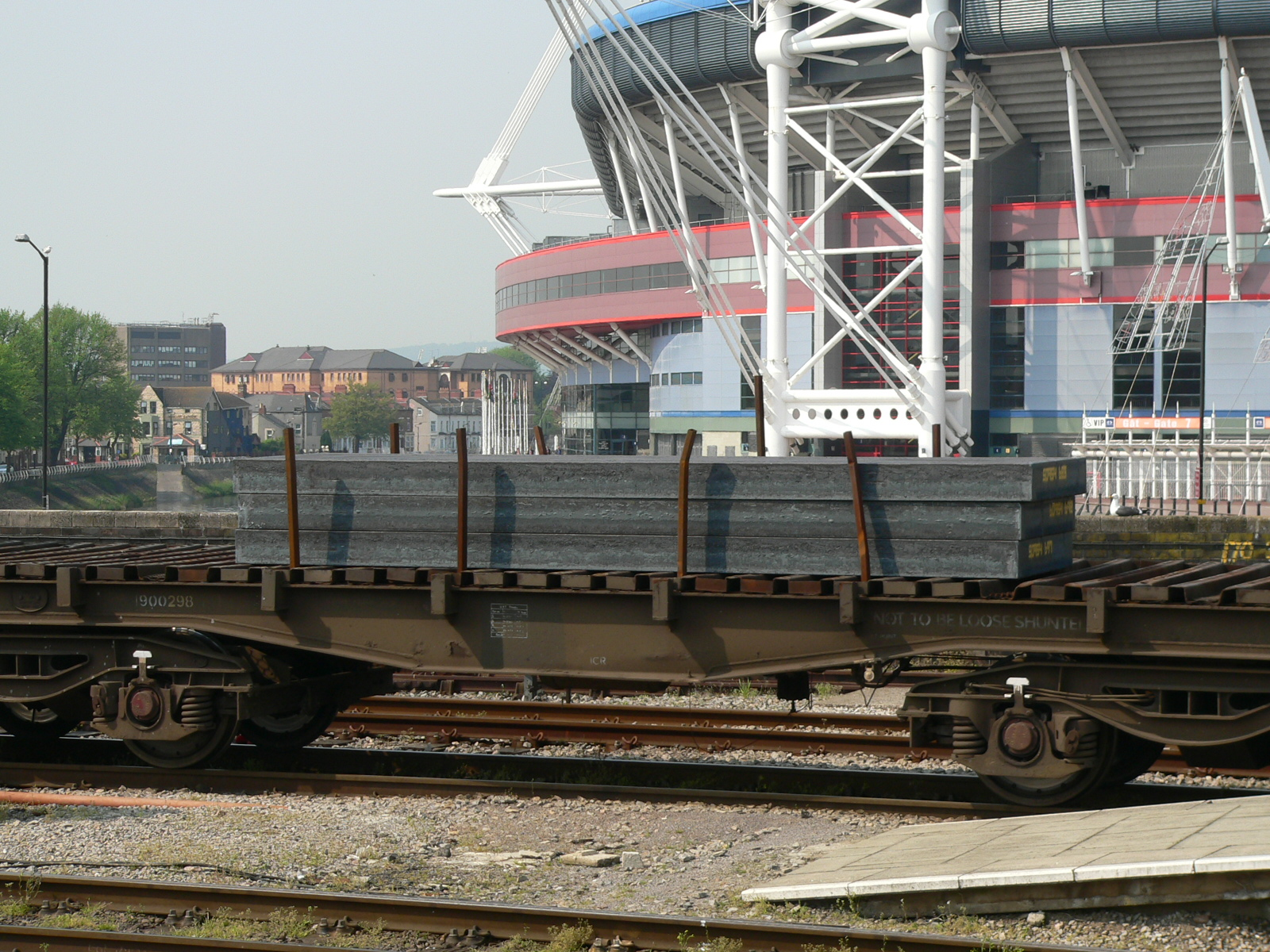
Слябы, погруженные на железнодорожную платформу в Кардиффе.
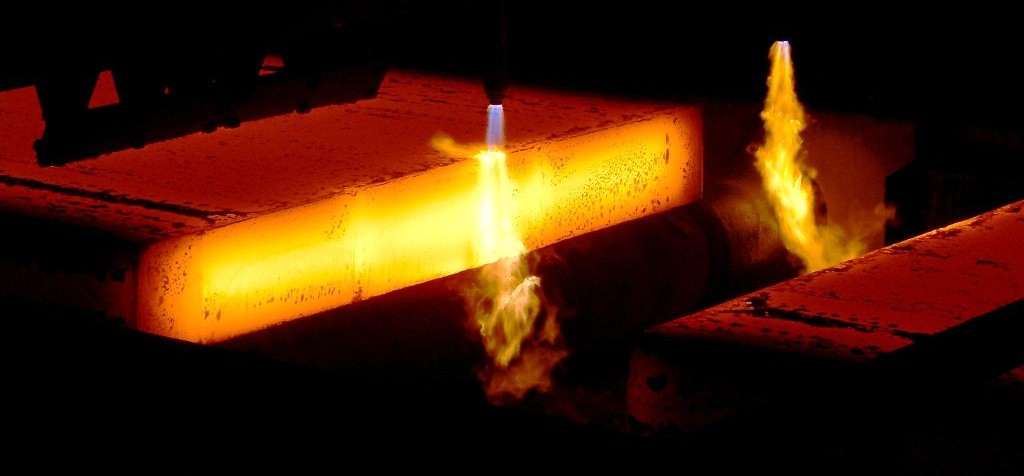
Нарезка слябов автоматическим кислородным резаком на выходе из УНРС.
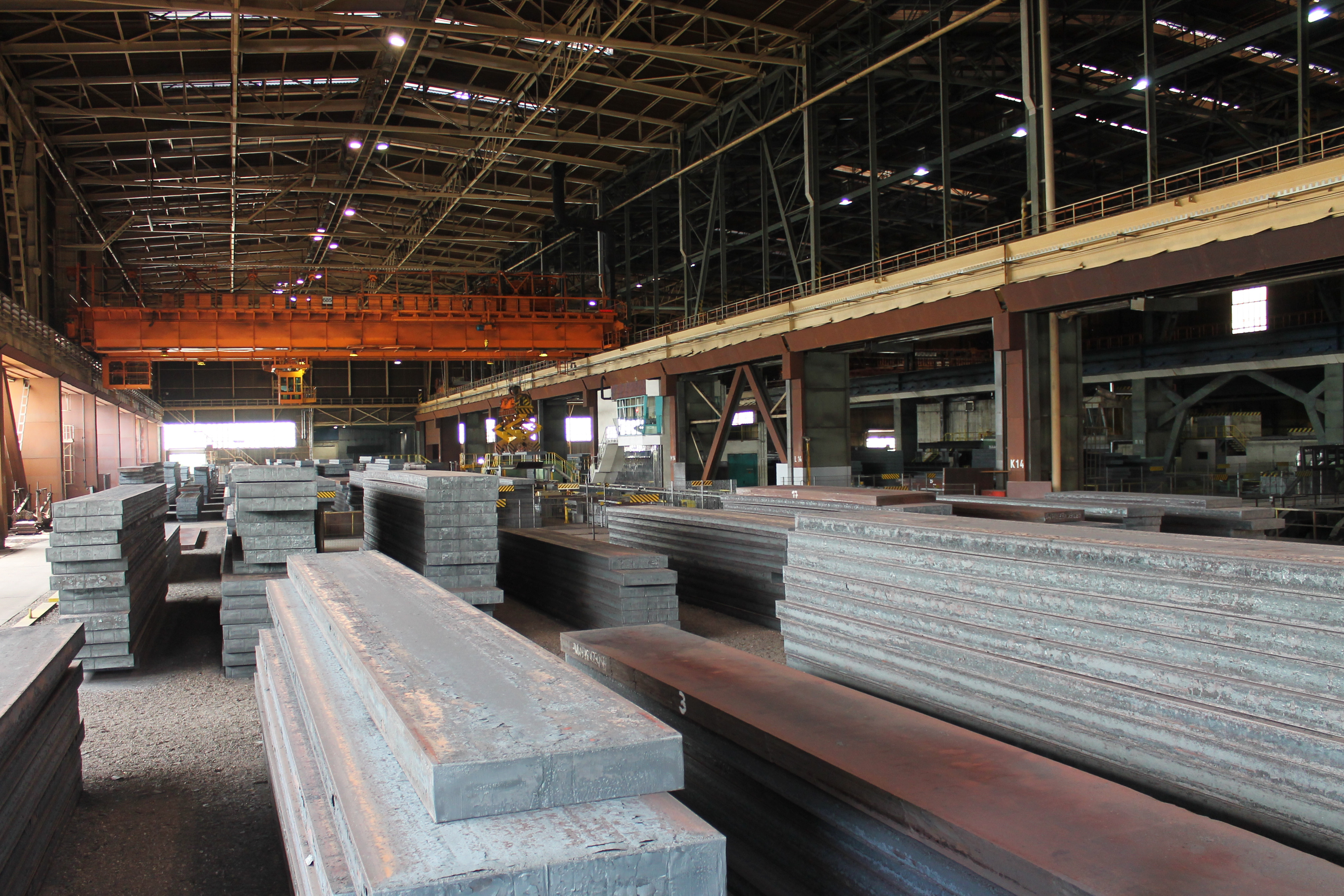
Слябы на складе в Германии.